# استان طفیله
استان طفیله (به عربی:  محافظة الطفیلة) نام استانی در کشور پادشاهی اردن است.

## جمعیت
جمعیت آن در حدود ۵۰۸۹۰ هزار نفر می‌باشد.
اکثر ساکنان آن مسلمان سنی مذهب هستند

## جغرافیا
استان طفیله در ۱۸۰ کیلومتری شهر عمان پایتخت اردن واقع شده‌است.
یکی از زیباترین مناطق حفاظت شده کشور اردن در این استان واقع شده‌است و به نام (محمیة ضانا) مشهور است. این استان به سه فرمانداری تقسیم شده‌است.

## پیشینهٔ تاریخی
پیشینهٔ تاریخی شهر طفیله به دوران حکم آدومیان بر می‌گردد.
بعد از آن مدتی این شهر تحت نفوذ پادشاهی انباط بوده‌است، و سپس به تصرف رومیان در می‌آید. اما بعد از جنگ مؤته و جنگ یرموک بین رومی‌ها و مسلمانان این شهر به تصرف مسلمانان در می‌آید.

## نام طفیله
نام قدیم این شهر تافلوس بوده‌است که به معنای (زمین کوهستانی) است، و به مرور زمان به شکل طفیله تبدیل یافته‌است.

## فرمانداری‌های طفیله
فرمانداری‌های استان طفیله به شرح زیر می‌باشد:
- فرمانداری القصبة
- فرمانداری بصیرا
- فرمانداری الحسا